# Massacres hamidianes (armènies)
Les massacres hamidianes (armènies) van ser els primers actes criminals a gran escala perpetrats contra els armenis de l'Imperi otomà, entre el 1894 i el 1896 sota el regnat del soldà Abdul Hamid II, conegut a Europa com a "Soldat Roig" o "Gran Senyor". Tot i que la historiografia occidental tradicional tendeix a atribuir-li aquestes massacres, el mateix soldà mai no les va ordenar, sinó que la naturalesa espontània d'aquestes matances fou resultat d'una acció popular i reaccionària recolzada i organitzada per milícies locals. Les massacres tenien com a objectiu principal els armenis, però també afectaren els cristians siríacs, i Amed, on la massacre va deixar 25.000 assassinats.
Les massacres començaren el 1894, van augmentar d'escala durant els anys 1894-1895 i disminuïren gradualment el 1897 sota la pressió de la condemna internacional. El nombre de víctimes no es coneix exactament i, segons els autors, se situa entre 80.000 i 300.000.

## Context

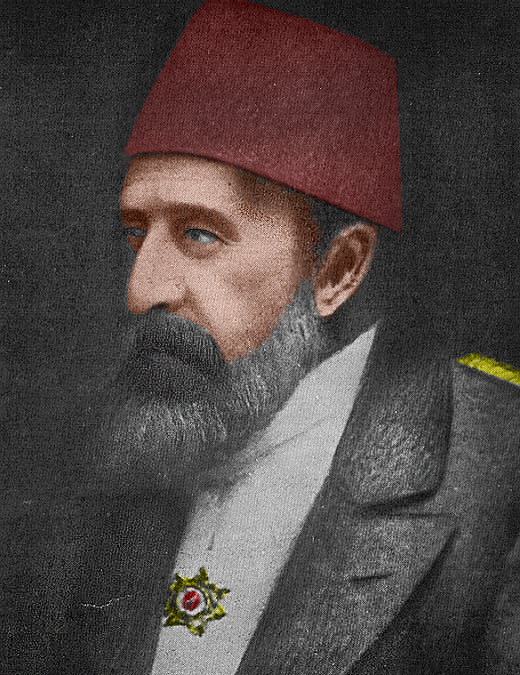
Imatge del soldà de l'Imperi Abdul Hamid II

L'hostilitat envers els armenis fou alimentada per la posició cada cop més precària de l'Imperi otomà durant el darrer quart del segle XIX. Els otomans havien perdut els Balcans i havien d'enfrontar-se a corrents nacionalistes que exigien autonomia, i fins i tot independència. Els armenis havien estat lluitant des del començament de la dècada del 1870 per reformes civils i fiscals i, més en general, per la igualtat de drets amb els musulmans. Els governants otomans veien això com una amenaça al caràcter islàmic de l'imperi i a la seua mateixa existència.
La victòria russa en la Guerra del 1877-1878, combinada amb la crisi financera que l'imperi havia patit des del 1873 i que el va situar sota la tutela quasi fiscal de les potències occidentals, despertà esperances d'alliberament entre els armenis. Però el Congrés de Berlín va mantenir la majoria dels territoris armenis sota jou otomà. N'hi hagué aldarulls a Merzifon (1892) i Tokat (1893) que protestaven contra la usurpació de terres, el saqueig de kurds i circassians, les irregularitats en la recaptació d'impostos i la negativa a acceptar cristians com a testimonis en els judicis. El soldà, però, no estava pas disposat a renunciar al seu poder. L'historiador i biògraf turc d'Abdülhamid Osman Nuri observa que "el simple esment de la paraula «reforma» irrita Abdul Hamid i excita els seus instints criminals".
Les províncies de l'est d'Anatòlia eren una zona d'inseguretat, atesa la debilitat de l'imperi. Algunes bandes d'irregulars kurds atacaven de tant en tant els pobles armenis. Incapaç de posar-hi fi, el soldà Abdul Hamid els va donar suport quasi oficial. Aquests bandits eren coneguts com a Alaylari Hamidiye (pertanyents a Hamid).
Per defensar-se, els armenis s'organitzaren en formacions revolucionàries a la dècada del 1880: Daixnak, Armenakan, Hentchak.

## Revolta de Sassun
El 1894, van sorgir tensions entre els llauradors armenis i les tribus kurdes que van assetjar la població, un precursor de la primera massacre. Aquesta persecució va enfortir el sentiment nacionalista dels armenis. La primera revolta notable de la resistència armènia va succeir a Sassun. Els activistes Hentchak, Mihran Damadian, Hampartsoum Boyadjian i Hrayr van encoratjar la resistència per la inacció del govern contra la persecució i la doble imposició exercida per l'estat turc i els senyors feudals kurds. La Federació Revolucionària Armènia armà els habitants de la zona. Els armenis s'enfrontaren a l'exèrcit otomà i als irregulars kurds a Sassun, però s'hagueren de rendir davant la superioritat dels adversaris i la promesa turca d'una amnistia que mai no va respectar.
Per a eliminar la resistència, el governador incità els musulmans a mobilitzar-se contra els armenis. L'historiador Lord Kinross escriu que aquestes massacres sovint es canalitzaven aplegant els musulmans a la mesquita i afirmant que els armenis volien destruir l'islam. La violència s'estengué aviat a la majoria de ciutats armènies.

## Les massacres

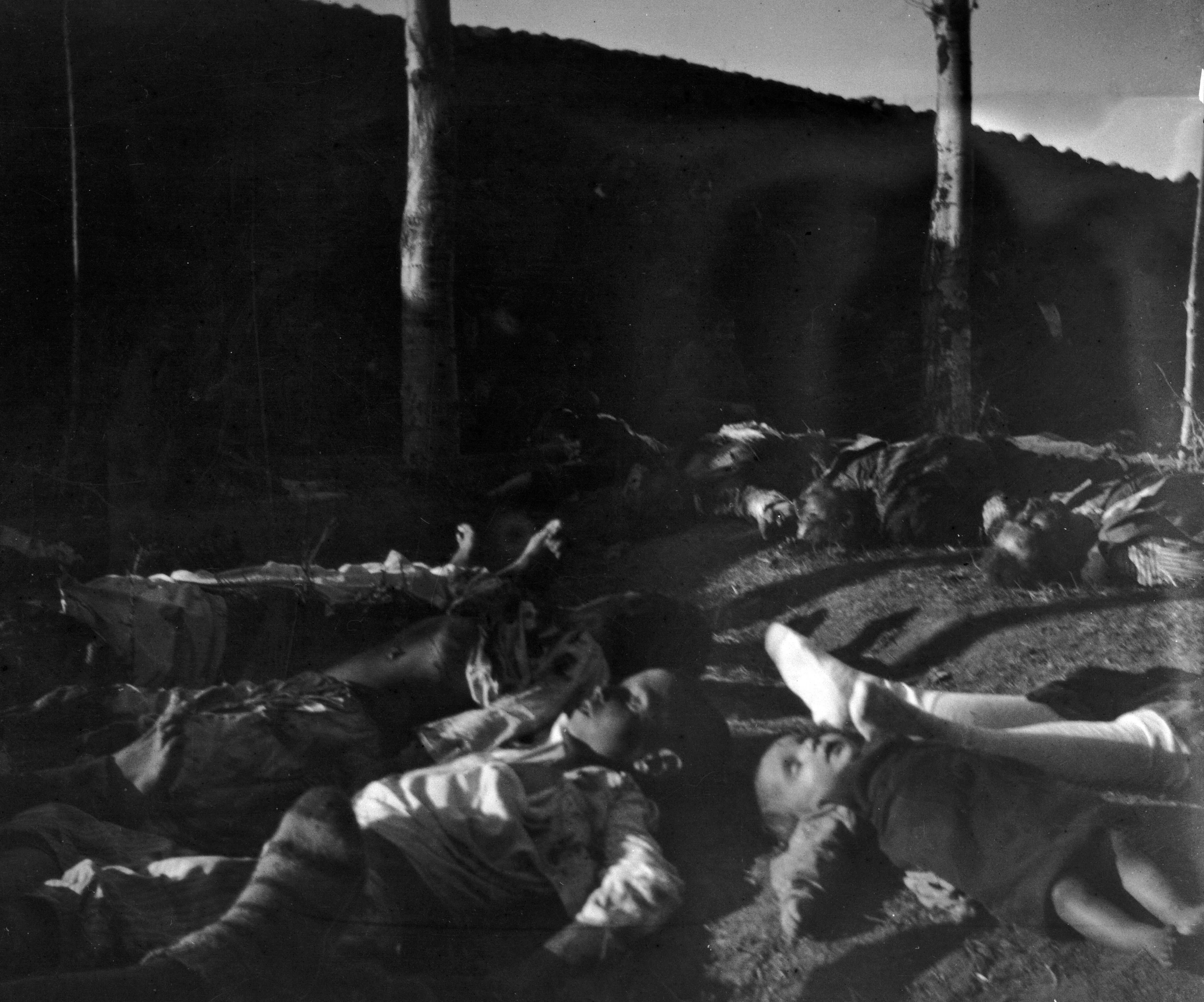
Cadàvers de xiquets armenis després de les massacres d'Erzurumel 30 d'octubre del 1895

A l'octubre del 1895, les principals potències (Regne Unit, França i Rússia) s'entrevistaren amb el soldà perquè reduís els poders d'Alaylari Hamidiye. El 30 de setembre del 1895, dos mil armenis anaren a Constantinoble a la manifestació de Bab Ali i hi van demanar reformes. La policia otomana dispersà violentament la multitud. Immediatament, esclataren massacres d'armenis a Constantinoble, que després es van estendre a altres províncies poblades per armenis: Bitlis, Diyarbakir, Erzurum, Elâzig, Sivas, Trebisonda i Van. Milers d'armenis foren assassinats pels seus veïns musulmans i les forces governamentals, i molts més van sucumbir al fred de l'hivern del 1895-1896. La pitjor de les atrocitats tingué lloc a Urfa (Sanliurfa), on les tropes otomanes cremaren la catedral armènia on s'havien refugiat 3.000 armenis i van disparar als que intentaren escapar-ne.
Les matances van continuar fins al 1897. En tres anys, n'hi va haver 200.000 víctimes, sense comptar els saqueigs, l'expropiació i el segrest de dones; 350 pobles foren esborrats del mapa, i 645 esglésies destruïdes.  També cal tenir en compte que 100.000 armenis van triar l'exili als països occidentals o a Rússia i que unes poques desenes de milers es refugiaren a les províncies occidentals de l'Imperi otomà. Tots els revolucionaris armenis foren assassinats o es van exiliar a Rússia. El govern otomà dissolgué els moviments polítics armenis. Per a Vahakn Dadrian, aquestes massacres tenien una dimensió "protogenocida" i constitueixen el preludi experimental del Genocidi armeni del 1915.

Alguns grups no armenis també foren perseguits en aquests tres anys. L'Alaylari Hamidiye dugué a terme massacres d'assiris a Diyarbakir (Amed), Heskîf, Sivas i altres parts d'Anatòlia. 

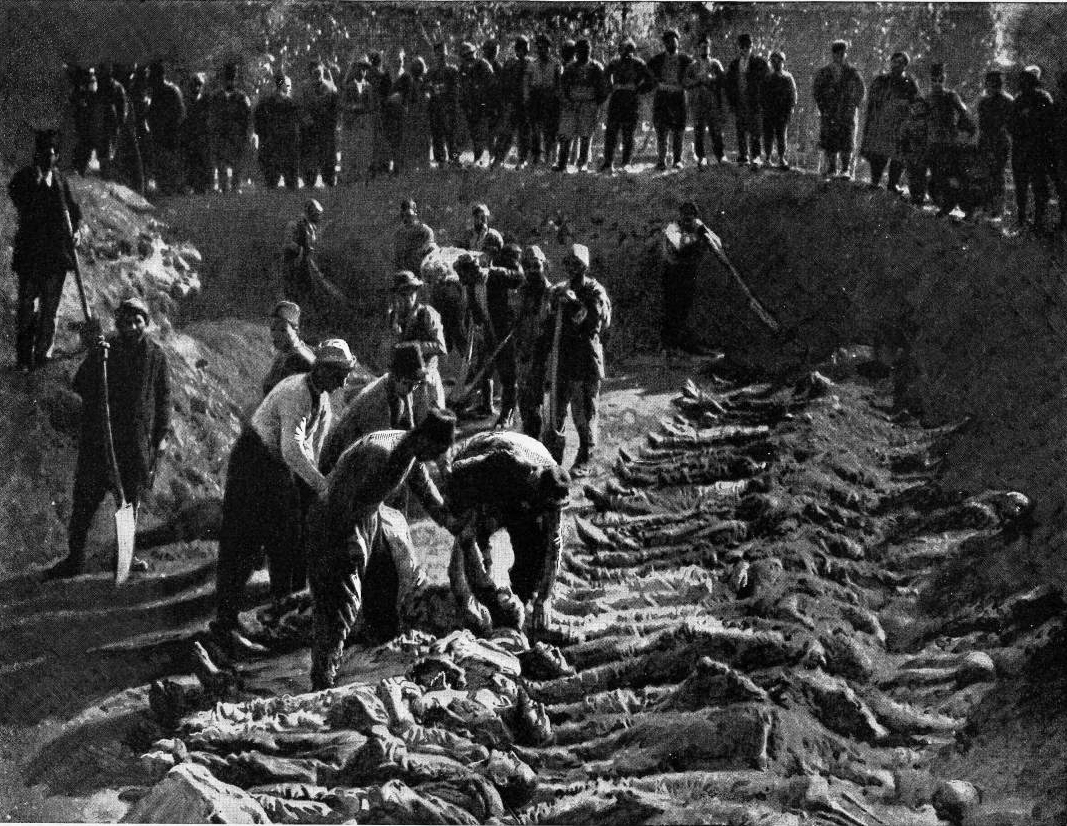
Despulles d'armenis al cementeri d'Erzerum el 1895
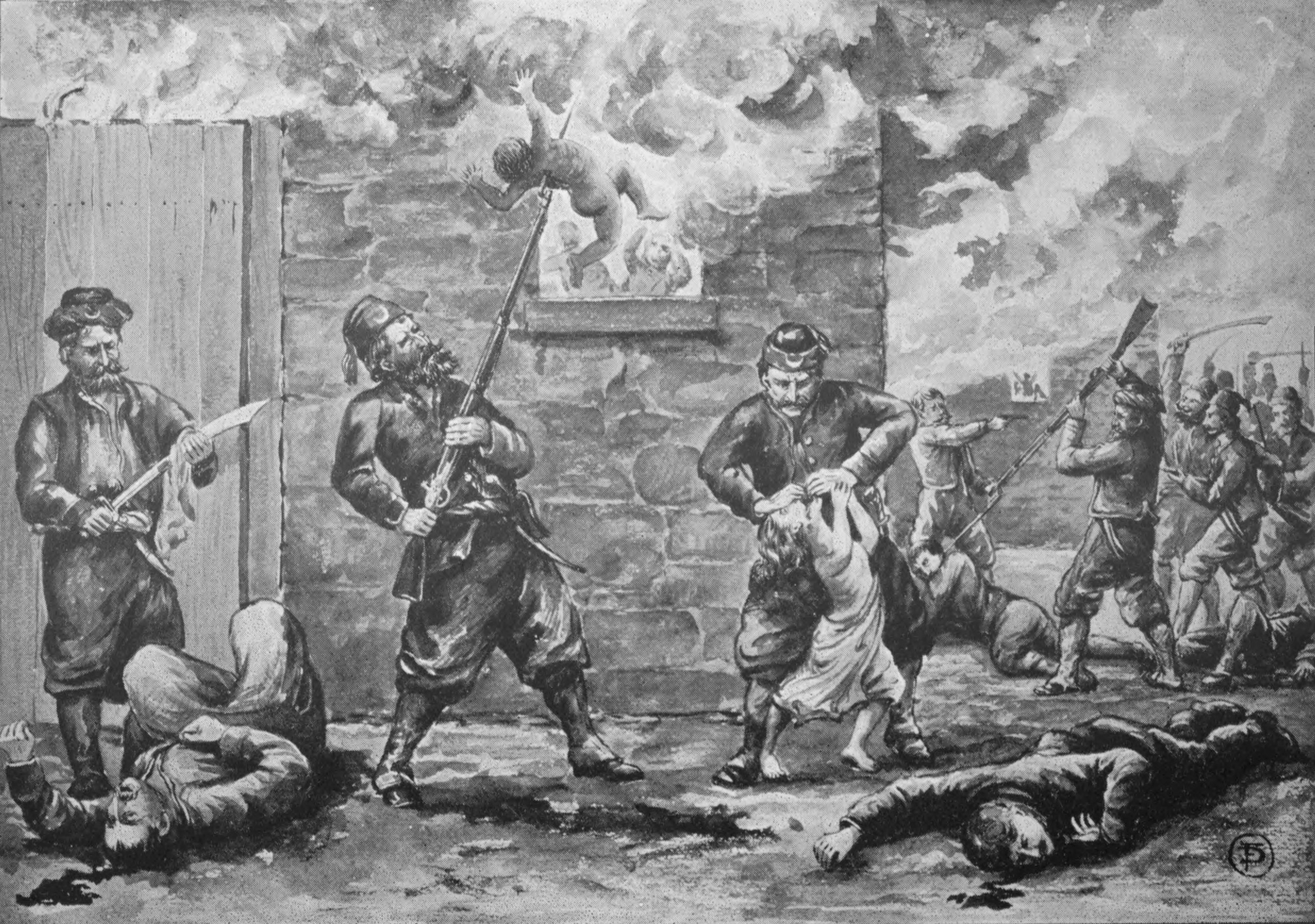
Atrocitats a Turquia i Armènia, a partir del relat d'un testimoni presencial, 1896
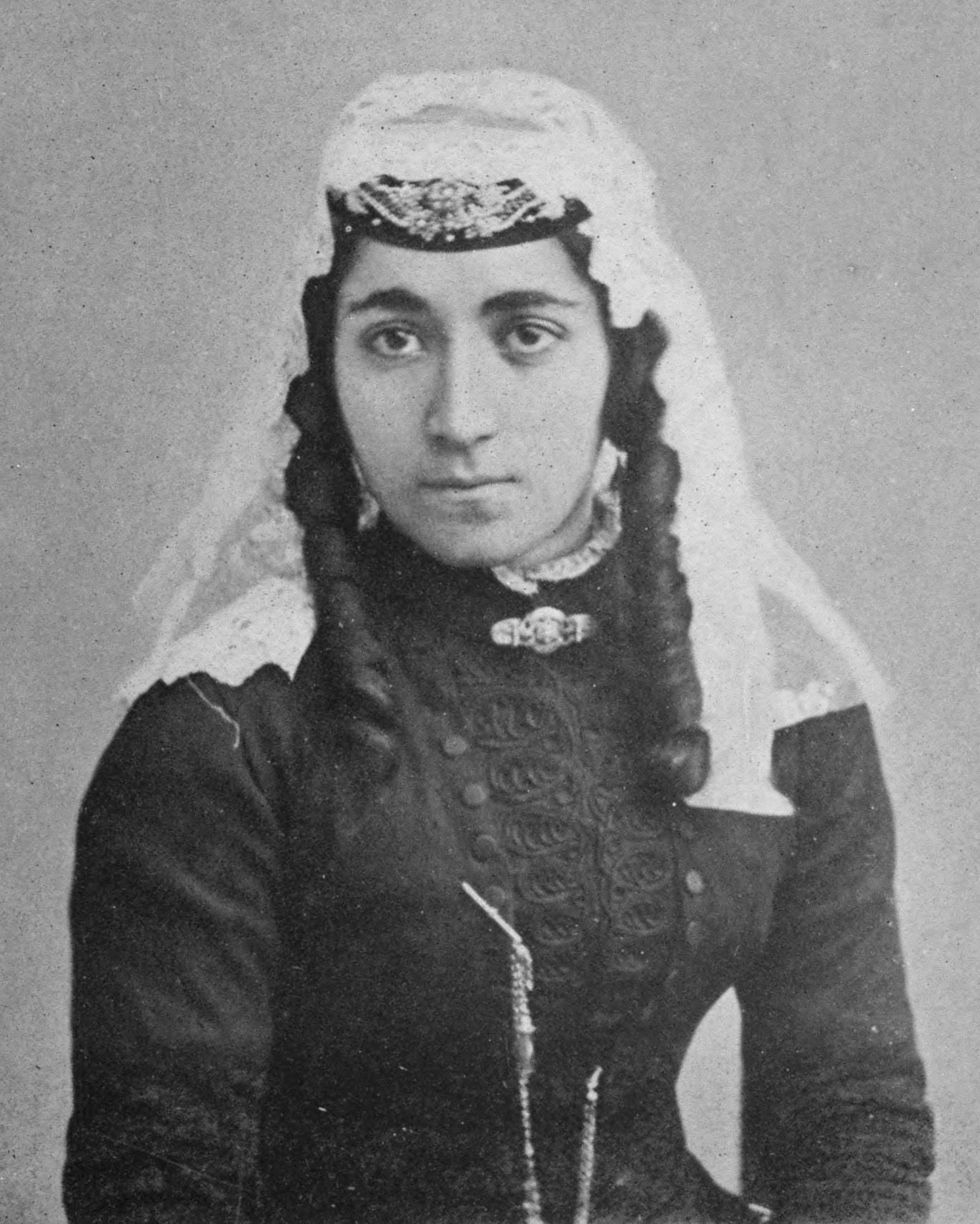
Retrat d'una dona armènia, 1896
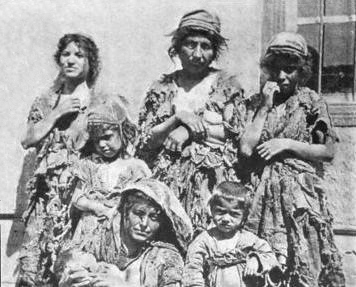
Orfes i supervivents, publicat el 1917

## Reaccions internacionals

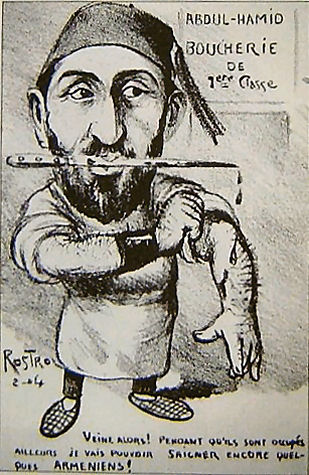
Caricatura del soldà Abdul Hamid II, arran de les massacres hamidianes

Les notícies de les massacres es difongueren àmpliament per Europa i Estats Units i provocaren fortes reaccions de governs estrangers i organitzacions humanitàries.
Jean Jaurès denuncià la massacre de la població armènia en un discurs a la Cambra de Diputats el 3 de novembre del 1896.

El 1896, en el punt àlgid de les massacres, Abdul Hamid va intentar limitar l'impacte de les protestes internacionals. El setmanari americà Harper's fou prohibit per la censura otomana perquè havia cobert les massacres.

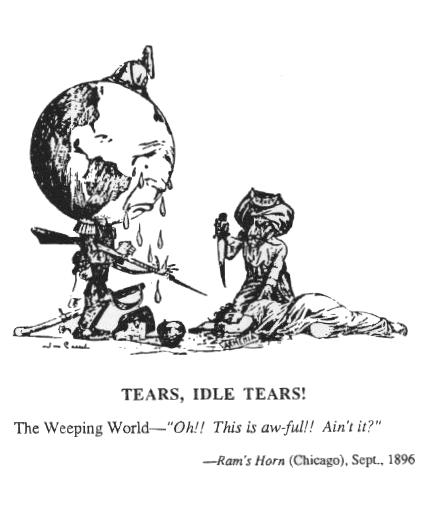
Caricatura americana sobre les massacres, 1896
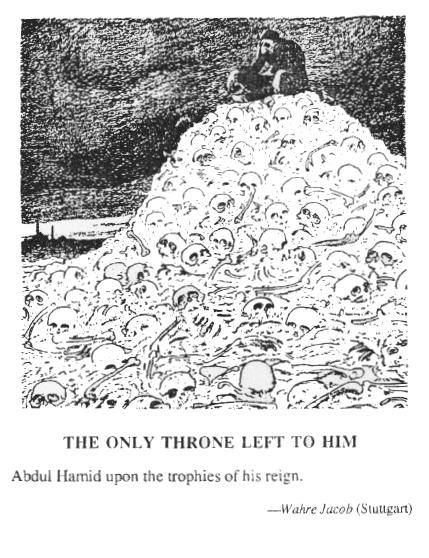
Abdul Hamid assegut al tron de cadàvers, caricatura alemanya abans del 1899
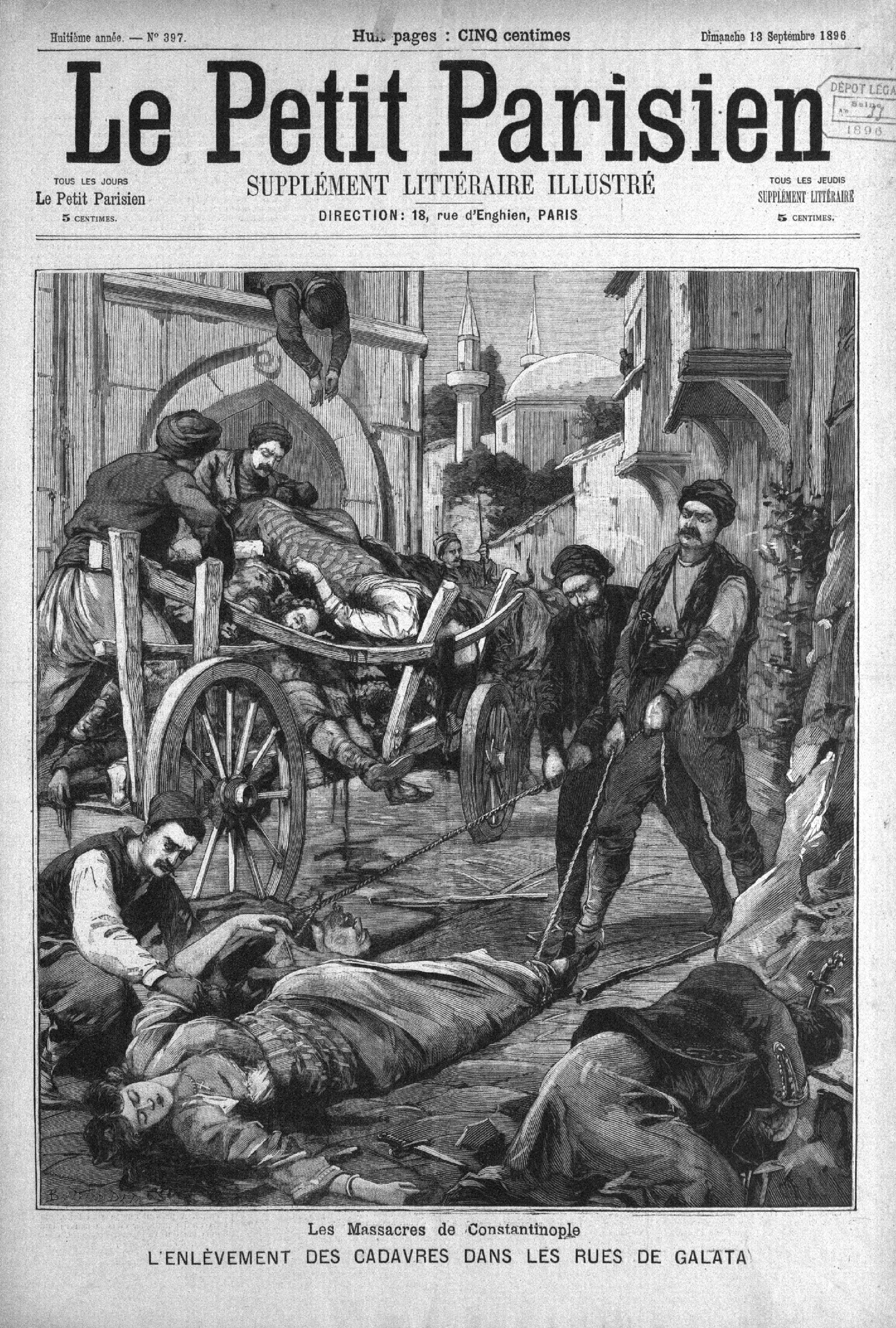
Massacre a Constantinoble, Le Petit Parisien ,13 setembre 1896